# Línea 11 (ALESA)

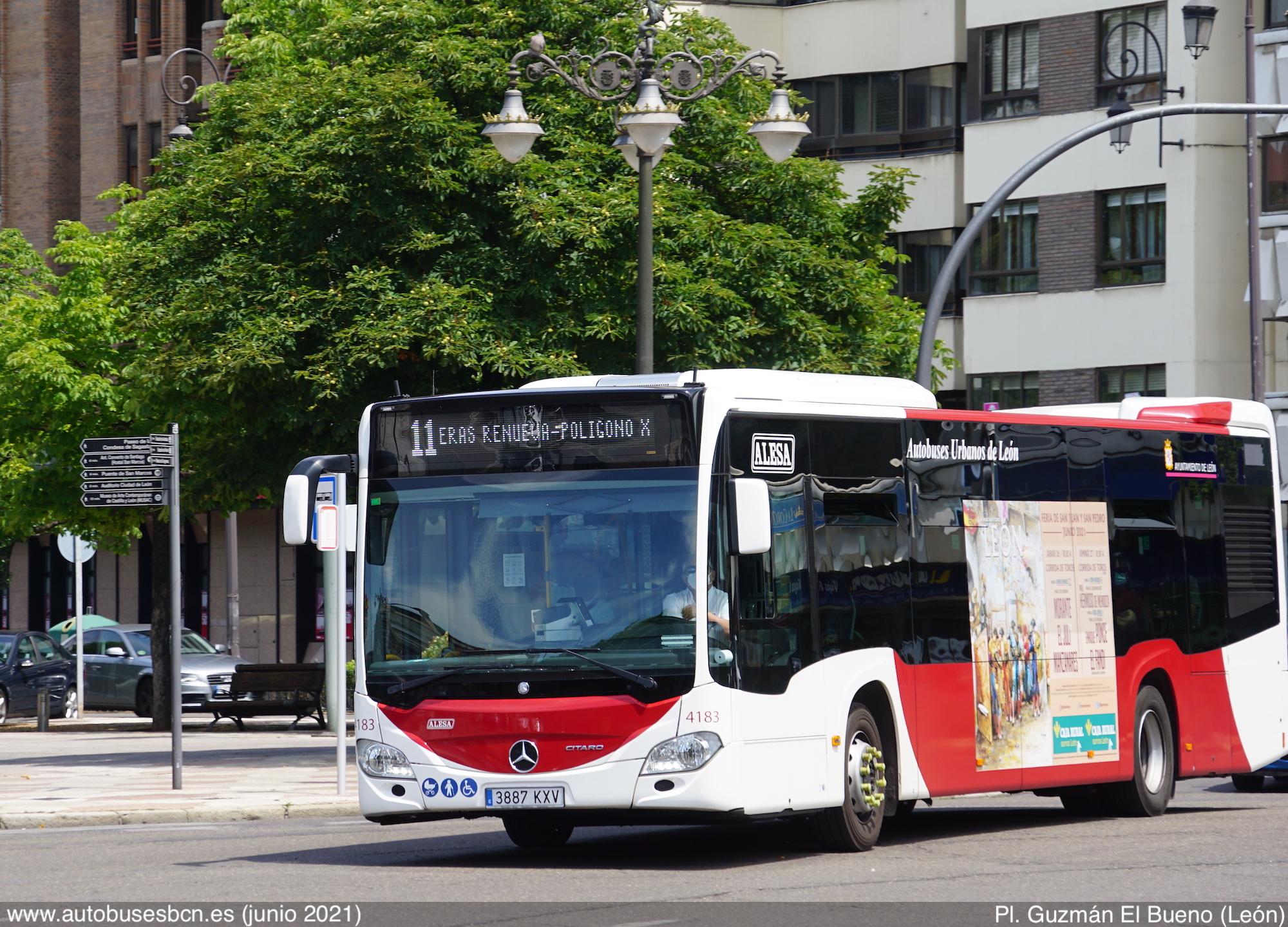
Línea 11 en la Pl. Guzmán El Bueno, junio 2021

La línea 11 de ALESA, es una línea de autobús urbano de la ciudad de León (España) que une el barrio de Eras de Renueva con el barrio del Polígono X, pasando por el centro de la ciudad y recorriendo los barrios de Eras de Renueva, La Chantría y del Polígono X. Esta línea dispone de servicio para personas con discapacidad.

## Características

### Frecuencias
| Lunes-Viernes laborables | Lunes-Viernes laborables | Sábados laborables   | Sábados laborables   | Sábados laborables | Sábados laborables | Domingos y festivos  | Domingos y festivos  | Domingos y festivos | Domingos y festivos |
| ambos sentidos           | ambos sentidos           | Dirección Polígono X | Dirección Polígono X | Dirección Eras     | Dirección Eras     | Dirección Polígono X | Dirección Polígono X | Dirección Eras      | Dirección Eras      |
| ------------------------ | ------------------------ | -------------------- | -------------------- | ------------------ | ------------------ | -------------------- | -------------------- | ------------------- | ------------------- |
| de 7:00 a 22:30          | cada 30 min.             | de 7:00 a 22:00      | cada 60 min.         | de 7:30 a 22:30    | cada 60 min.       | de 9:00 a 22:00      | cada 60 min.         | de 9:30 a 22:30     | cada 60 min.        |

- Regulación horaria en República Argentina, 31 y Santo Domingo (BBVA) quince minutos después de cada salida.

Servicios a San Cayetano
De lunes a viernes, da servicio a la zona de San Cayetano en las salidas de Eras de Renueva de las 9:30 y 14:00 horas.

### Material asignado
-Mercedes Benz New Citaro: 4163.
-Mercedes Benz Citaro 2: 4183.

## Recorrido
Esta línea sale desde el extremo norte del barrio de Eras de Renueva y recorre toda la avenida Reyes Leoneses. Al llegar a la plaza de San Marcos, continúa rodeando el Ensanche por el paseo de la Condesa de Sagasta y, en la glorieta de Guzmán gira hacia República Argentina en dirección al Polígono X, pasando por Alcalde Miguel Castaño, la glorieta de Santa Ana y Pendón de Baeza.
El recorrido de vuelta sale hacia Pendón de Baeza y Octavio Álvarez Carballo, y así dar servicio a El Corte Inglés, continuando por Corredera, Independencia y la plaza de Santo Domingo. Desde aquí recorre toda la avenida Padre Isla hasta que toma las calles Santos Ovejero y Reyes Leoneses.
| KBHFa yellow |

| eABZgl yellow | exSTR+r yellow |

| STR yellow | xHST yellow |

| STR yellow | xHST yellow |

| eABZg+l_yellow | exSTRr_yellow |

| HST yellow |

| HST yellow |

| HST yellow |

| HST yellow |

| HST yellow |

| HST yellow |

| HST yellow |

| HST yellow |

| HST yellow |

| HST yellow |

| HST yellow |

| HST yellow |

| BHF yellow |

| HST yellow |

| HST yellow |

| HST yellow |

| HST yellow |

| HST yellow |

| KBHFe yellow |

| KBHFa yellow |

| eABZgl yellow | exSTR+r yellow |

| STR yellow | xHST yellow |

| STR yellow | xHST yellow |

| eABZg+l_yellow | exSTRr_yellow |

| HST yellow |

| HST yellow |

| HST yellow |

| HST yellow |

| HST yellow |

| HST yellow |

| HST yellow |

| HST yellow |

| HST yellow |

| HST yellow |

| HST yellow |

| HST yellow |

| BHF yellow |

| HST yellow |

| HST yellow |

| HST yellow |

| HST yellow |

| HST yellow |

| KBHFe yellow |

| KBHFa yellow |

| eABZgl yellow | exSTR+r yellow |

| STR yellow | xHST yellow |

| STR yellow | xHST yellow |

| eABZg+l_yellow | exSTRr_yellow |

| HST yellow |

| HST yellow |

| HST yellow |

| HST yellow |

| HST yellow |

| HST yellow |

| HST yellow |

| HST yellow |

| HST yellow |

| HST yellow |

| HST yellow |

| HST yellow |

| BHF yellow |

| HST yellow |

| HST yellow |

| HST yellow |

| HST yellow |

| HST yellow |

| KBHFe yellow |

| KBHFa yellow |

| eABZgl yellow | exSTR+r yellow |

| STR yellow | xHST yellow |

| STR yellow | xHST yellow |

| eABZg+l_yellow | exSTRr_yellow |

| HST yellow |

| HST yellow |

| HST yellow |

| HST yellow |

| HST yellow |

| HST yellow |

| HST yellow |

| HST yellow |

| HST yellow |

| HST yellow |

| HST yellow |

| HST yellow |

| BHF yellow |

| HST yellow |

| HST yellow |

| HST yellow |

| HST yellow |

| HST yellow |

| KBHFe yellow |

| KBHFa yellow |

| HST yellow |

| HST yellow |

| HST yellow |

| HST yellow |

| HST yellow |

| HST yellow |

| BHF yellow |

| HST yellow |

| HST yellow |

| HST yellow |

| HST yellow |

| HST yellow |

| HST yellow |

| HST yellow |

| HST yellow |

| HST yellow |

| HST yellow |

| HST yellow |

| KBHFe yellow |

| KBHFa yellow |

| HST yellow |

| HST yellow |

| HST yellow |

| HST yellow |

| HST yellow |

| HST yellow |

| BHF yellow |

| HST yellow |

| HST yellow |

| HST yellow |

| HST yellow |

| HST yellow |

| HST yellow |

| HST yellow |

| HST yellow |

| HST yellow |

| HST yellow |

| HST yellow |

| KBHFe yellow |

| KBHFa yellow |

| HST yellow |

| HST yellow |

| HST yellow |

| HST yellow |

| HST yellow |

| HST yellow |

| BHF yellow |

| HST yellow |

| HST yellow |

| HST yellow |

| HST yellow |

| HST yellow |

| HST yellow |

| HST yellow |

| HST yellow |

| HST yellow |

| HST yellow |

| HST yellow |

| KBHFe yellow |

| KBHFa yellow |

| HST yellow |

| HST yellow |

| HST yellow |

| HST yellow |

| HST yellow |

| HST yellow |

| BHF yellow |

| HST yellow |

| HST yellow |

| HST yellow |

| HST yellow |

| HST yellow |

| HST yellow |

| HST yellow |

| HST yellow |

| HST yellow |

| HST yellow |

| HST yellow |

| KBHFe yellow |